# Delma Cecilia Martínez Muñoz
Delma Cecilia Martínez Muñoz (Cuauhtémoc) es una pedagoga, investigadora, cantante, poeta y defensora de los derechos humanos de las mujeres, mexicana.

## Biografía
Es docente en su ciudad natal, la cual cuenta con una alerta de violencia de género contra las mujeres activada desde 2021. Fue fundadora y ex directora del Instituto Municipal de Mujeres en su entidad, así como de la colectiva de Estudios Feministas Mayé, organización que realiza incidencia política en la defensa de los derechos de las mujeres.
En su trayectoria artística, ha realizado composiciones musicales que abordan temas sobre la violencia contra las mujeres, las cuales se encuentran en el álbum titulado Canto por todas. Además, ha participado constantemente en el Festival de las Tres Culturas que se realiza anualmente en su ciudad natal, en el Festival Voces del Extremo, La Bóveda y La noche boca arriba, en España.
Como académica desarrolló el concepto de pedagogía violeta, que consiste en la vinculación teórica entre pedagogía y feminismo, ambos como un acto político de transformación.
Es directora adjunta del Centro Internacional de Pensamiento Crítico Eduardo del Río Ríus en el CLACSO sede Michoacán.

## Premios y reconocimientos
En 2025 fue galardonada con el premio Cuauthemense Destacada en la categoría "Activismo Feminista y Derechos Humanos".